# Chatham (New Hampshire)
Chatham ist der Name einer Town im Carroll County des US-Bundesstaates New Hampshire in Neuengland. Laut dem US-Census von 2020 lebten hier 341 Einwohner in 143 Haushalten.

## Geographie

### Lage
Chatham liegt in den White Mountains von New Hampshire auf 357 Metern Höhe an der Grenze zum Bundesstaat Maine im Osten. Die Fläche von 148,1 km² verteilt sich in etwa auf 1,3 km² Wasser- und 146,8 km² Landfläche.
Im Norden grenzt Chatham an das gemeindefreie Gebiet Bean’s Purchase, im Osten in Maine an South Oxford, Stow und Fryeburg, im Süden an Conway und im Westen an Bartlett und Jackson.

### Gemeindegliederung
Einzelsiedlungen sind Chatham, North Chatham und South Chatham. Alle Siedlungen liegen östlich nahe der Staatsgrenze.

### Gewässer
Der Mountain Pond im Norden und der Upper Kimball Pond im Süden liegen zur Gänze in Chatham, der Lower Kimball Pond zum überwiegenden Teil in Maine. Shingle Pond und Province Pond sind kleinere Teiche. Aus letzterem fließt der Province Brook in den Lower Kimball Pond, in den Upper Kimball münden Weeks, Middle und Anderson Brook. Weitere Gewässer sind im Westen der Burnt Knoll und der Slippery Brook, über den der Mountain Pond zum East Fork, dem östlichen Quellbach des Saco River hin abfließt. Der East Fork entspringt im Nordwesten von Chatham. Im Osten münden die Bäche McDonough, Watson, Bradley, Chandler, Charles, ein Mill sowie der zum Basin Pond aufgestaute Basin Brook in den nach Maine fließenden Cold River, der ebenfalls zum Einzugsgebiet des Saco River gehört.

### Berge
Mehrere Berge erreichen um die 1000 Meter Höhe, darunter der Kearsarge North im Süden, dessen Gipfel nahe der Grenze zu Bartlett liegt, mit 997 Metern Höhe. Kearsarge North ist der offizielle Name, der Mount Kearsarge ist ein Berg zwischen Warner und Wilmot in Merrimack County. Östlich des Kearsarge reicht die Hügelkette der Green Hills von Conway her nach Chatham hinein. Nördlich liegen Mountain Shaw, 788 Meter, Sable an der Grenze zu Jackson, 1070 Meter, und Eastman Mountain mit 892 Metern Höhe. Der höchste Punkt in Chatham liegt auf dem Gipfel des South Baldface auf 1088 Metern Höhe.

## Geschichte
Der Grant, die Siedlungskonzession, für Chatham datiert auf den 7. Februar 1767. Ab 1769 gehörte es nach dessen Gründung zu Grafton County, ab 1803 zu Coös, dann kam es 1823 zum neu gegründeten Strafford County und war bei dessen Aufteilung 1840 eine der Gründungsgemeinden von Caroll County. Von den Eigentümern siedelte keiner auf dem erworbenen Land. Die erste Ansiedlung war in South Chatham, wo ein Siedler neben einer Blockhütte eine Korn- und Sägemühle an dem Bach zwischen Upper und Lower Kimball Pond baute. Die Kunden kamen aus dem benachbarten Fryeburg in Maine. 1773 rodete ein anderer Siedler 12 Acres im Norden von Chatham, wo der McDonough Brook seinen Namen trägt. Dieser war Privatsekretär von Gouverneur Wentworth und erhielt als Kompensation einen Grant von 1829 Acre, etwa 8,6 Hektar. Die ersten Siedlerfamilien kamen 1776. Eine davon erbaute 1781 das erste Wohnhaus in Rahmenbauweise, nachdem alle Siedler davor in Blockhütten hausten. Ab 1792 erhielten Siedler das Land, das sie urbar gemacht hatten, als Eigentum überschrieben, und ein Komitee sollte sich mit der Einrichtung einer Straße von Conway, das im Süden angrenzt, nach Norden durch Chatham befassen. Im gleichen Jahr ging das Mühlenprivileg, das bereits ausgebaut worden war, durch verschiedene Hände. Verbunden damit war die Auflage, je eine gute Korn- und Sägemühle zu bauen und in Betrieb zu halten, sowie Land. Letztlich gingen die Mühlen wieder an den ursprünglichen Betreiber. Der Mühlbetrieb ging danach bis mindestens 1889 bedingungsgemäß weiter. Der Straßenbau ging nur langsam vonstatten. 1799 gab es 3,5 Meilen Straße in Chatham, weitere wurden benötigt. In diesem Jahr fand die erste Gemeindeversammlung seit Gründung der Town statt. 1804 wurden die Gemeindevertreter beauftragt, eine Straßenverbindung von Bartlett zur Straße von Conway zu untersuchen. Die Straße wurde gebaut und bis 1821 benutzt, danach aber wieder aufgegeben, und die einzigen Verbindungen nach New Hampshire führten durch Maine. 1813 wurden Genehmigungen für den Betrieb einer Taverne und den Verkauf von hartem Alkohol erteilt. Zu dieser Zeit hatte Chatham neben den Mühlen eine Stoffproduktion und eine Kämmerei. 1817 und 1823 wurde das Gebiet von Chatham erweitert, indem ein außerhalb liegendes Stück Land, das einem ehemaligen Soldaten zugeschrieben worden war, ein Teil von Conway sowie ein weiteres Flurstück zu Chatham dazugeschlagen wurden. 1820 gab es ein in Chatham ein Versammlungshaus sowie drei Schulbezirke. Nach der Mitte des Jahrhunderts waren daraus sieben Bezirke geworden. Obwohl bergig hatte Chatham im Osten an den verschiedenen Wasserläufen fruchtbares Land, auf dem unter anderem Äpfel und anderes Obst angebaut wurden. Die Berge waren von Altbeständen von Fichte, Kiefer, Hemlock und Laubwäldern bedeckt. Mit Ochsengespannen konnte man bis dicht unter den Gipfel von South Baldface gelangen, den höchsten Berg in Chatham, und auf dem Mount Kearsarge war 1848 oder 1849 ein Hotel errichtet worden, das von Bartlett aus und mit Unterbrechungen bis zum Ende des Jahrhunderts betrieben wurde.
In den Sezessionskrieg zogen aus Chatham 63 Mann, knapp ein Drittel der männlichen Bevölkerung. 1869 wurde Chatham auf Kosten von Bartlett verkleinert.  Zu den Betrieben kam vor 1874 eine Wäscheklammerfabrikation, die Haupteinnahmequellen waren unverändert Land- und Holzwirtschaft, wobei die Bäche sowohl Mühlen antrieben wie für ihre Forellenbestände erwähnt wurden. Eine Kirche war 1871 von der 1861 gebildeten Kongregationalistengemeinde Chatham-Stow in einer Kombination aus Greek–Revival–Stil mit mittviktorianischen Einflüssen gebaut worden. Die Glocke kam von Paul Revere und soll eines der größten, je von ihm gegossenen Exemplare sein. Zu diesem Zeitpunkt hatte bereits eine Gemeinde der Methodisten bestanden, die jedoch keine eigene Kirche errichtet hatte. Von den Schulen waren noch sechs vorhanden, der Unterricht dauerte 14 Wochen im Jahr. Der Bahnhof der Portland and Ogdensburg Railway in Fryeburg bestand seit spätestens 1870. Zu diesem fuhr von Chatham eine tägliche Postkutsche.
Entlang des East Branch Saco River wurde 1916 von Bartlett aus eine Waldbahn gebaut, die entlang des East Fork bis in das Gebiet von Chatham westlich des Mountain Pond reichte. Nach dem erfolgten Abräumen allen wertvollen Holzes wurde die Strecke 1920 wieder abgebaut.
In eines der historischen Schulgebäude zog die 1989 gegründete Chatham, New Hampshire Historical Society. Die Kirche von 1871 wurde 2021 in das Register historischer Objekte des Staates New Hampshire aufgenommen.

### Bevölkerungsentwicklung
| Volkszählungsergebnisse – Chatham, New Hampshire | Volkszählungsergebnisse – Chatham, New Hampshire | Volkszählungsergebnisse – Chatham, New Hampshire | Volkszählungsergebnisse – Chatham, New Hampshire | Volkszählungsergebnisse – Chatham, New Hampshire | Volkszählungsergebnisse – Chatham, New Hampshire | Volkszählungsergebnisse – Chatham, New Hampshire | Volkszählungsergebnisse – Chatham, New Hampshire | Volkszählungsergebnisse – Chatham, New Hampshire | Volkszählungsergebnisse – Chatham, New Hampshire | Volkszählungsergebnisse – Chatham, New Hampshire |
| Jahr                                             | 1767                                             | 1773                                             | 1775                                             | 1783                                             | 1786                                             | 1790                                             | 1800                                             | 1810                                             | 1820                                             | 1830                                             |
| ------------------------------------------------ | ------------------------------------------------ | ------------------------------------------------ | ------------------------------------------------ | ------------------------------------------------ | ------------------------------------------------ | ------------------------------------------------ | ------------------------------------------------ | ------------------------------------------------ | ------------------------------------------------ | ------------------------------------------------ |
| Einwohner                                        |                                                  |                                                  |                                                  |                                                  |                                                  | 58                                               | 183                                              | 201                                              | 298                                              | 419                                              |
| Jahr                                             | 1840                                             | 1850                                             | 1860                                             | 1870                                             | 1880                                             | 1890                                             | 1900                                             | 1910                                             | 1920                                             | 1930                                             |
| Einwohner                                        | 523                                              | 516                                              | 489                                              | 445                                              | 421                                              | 329                                              | 267                                              | 209                                              | 229                                              | 168                                              |
| Jahr                                             | 1940                                             | 1950                                             | 1960                                             | 1970                                             | 1980                                             | 1990                                             | 2000                                             | 2010                                             | 2020                                             | 2030                                             |
| Einwohner                                        | 184                                              | 177                                              | 150                                              | 134                                              | 189                                              | 269                                              | 261                                              | 337                                              | 341                                              |                                                  |

## Wirtschaft und Infrastruktur
Das Pro-Kopf-Einkommen betrug 43.085 Dollar, das Medianeinkommen für Männer 48.750 Dollar, für Frauen 36.667 Dollar, wobei 8,5 Prozent der Ortsansässigen unterhalb der Armutsgrenze lebten. Die Arbeitslosenquote betrug 2,5 % im Jahr 2019, größter ansässiger Arbeitgeber war ein Nähbetrieb mit 11 angegebenen Beschäftigten. 7,6 % der ortsansässigen Erwerbstätigen arbeiteten in ihrem Wohnort, 77,7 % pendelten innerhalb des Staates, 14,7 % in einen anderen Bundesstaat (Angaben der Gemeinde von 2020, Stand 2021).

### Gemeindeeinrichtungen
Die Polizei ist in Teilzeit tätig, der medizinische Notdienst wird Freiwilligen von Fryeburg aus versehen. Chatham hat keine eigene Feuerwehr. Das nächstgelegene Krankenhaus ist das Memorial Hospital in North Conway in 24 Kilometern Entfernung. Der Schulbesuch erfolgt ebenfalls in Maine in Fryeburg. Die Wasserver- sowie die Abwasserentsorgung erfolgt privater Brunnen und Tanks, eine Müllentsorgung durch die Gemeinde findet nicht statt, Abfälle werden sortiert in Lovell abgegeben.

### Verkehr
Durch das Gebiet von Chatham verläuft die Maine Route ME-113B. Ein Anschluss zum Interstate 95 befindet sich in 50 Meilen (etwa 80 Kilometer) Entfernung in Gray in Maine. Der Flugplatz von Fryeburg, der Eastern Slopes Regional Airport, verfügt über eine 1280 Meter lange Asphaltpiste, der nächstgelegene Flughafen ist der Portland International Jetport in Portland in Maine.